# Tijucas do Sul
Tijucas do Sul est une ville brésilienne de l'État du Paraná.

## Maires
| Période | Période | Identité            | Étiquette | Qualité |
| ------- | ------- | ------------------- | --------- | ------- |
| 2009    | 2012    | José Altair Moreira | PP        |         |